# 于圣臣
于圣臣（1964年8月—），男，中华人民共和国企业家，现任悦康药业集团有限公司总裁、北京凯博通投资有限公司总裁，中国致公党中央委员会常务委员，第十三届全国政协委员。